# 釈証厳
釈 証厳（しゃく しょうごん、釋證嚴、俗名：王錦雲、法号：慧璋、1937年5月4日 - ）は、台湾の尼僧。慈済基金会の創設者。 日本統治下台湾台中州大甲郡清水街（現在の台中市清水区）生まれ。
「花蓮の導師」「台湾のマザー・テレサ」と呼ばれる。

## 略歴

### 出家前
日本統治時代の末期に生まれ、叔父夫婦の養女となり、豊原市に住む。養父は劇場を経営し、豊原や清水、潭子など台中県内の各市を転住した。家は比較的安定し、彼女は家庭を助け、世間からは孝行娘と呼ばれた。後に米軍の空襲に遭い、戦争の残酷さを見せつけられた。
1960年に養父が脳溢血で亡くなり、彼女は悲しみの余り、人生の道理について考えるようになった。豊原寺や慈雲寺に参詣し、因縁果報の業の仕組みや人生の無常を知り、出家を志すようになった。
その後、彼女は引き続き真理を探し求め、聖書や四書を読んだ。四書の中に、中国伝統の倫理や道徳が書かれていることを見出し、社会の安定は個々の人々が己の分を守ることが大事だと思い至った。その頃、ある信者が法華経の古紙を捨てるのに出会い、それを買い求めた。
その後、慈雲寺の僧侶の推薦で、台北県汐止市の静思院に行って出家の準備をしたが、3日後に母に連れ戻された。
その後、慈雲寺の釈修道に従って、高雄や台東県の鹿野郷に行った。
二人は花蓮に留まり、仏教蓮社で、日本語の法華経の講義集を読み、その中の無量義経（en）に「靜寂清澄，志玄虚漠，守之不動，億百千劫。無量法門，悉現在前，得大智慧，通達諸法」の16文字があるのを読んで感動した。
1962年に釈修道が豊原に帰り、彼女は一人留まり、許聡敏居士の下で、自ら落髪して沙弥尼になり釈修参と名乗った。

### 出家
1963年に台北の臨済寺で戒壇が開かれることになった。彼女はここで正式に受戒しようと考えた。
その時、慧日講堂（漢語版）に至り、印順師の書いた『太虚大師全集』を購入した。彼女は印順師に会い、師の下での出家を願った。印順は彼女に「出家したからには、毎日を仏教、人々のために生きるよう」に指示し、法名を証厳、法号を慧璋と名付けた。
受戒後、彼女は花蓮に帰り、許聰敏居士が普明寺の後ろに建てた小屋で法華経を読誦した。その後、小屋が颱風で倒れたため、慈善寺に遷って地蔵菩薩本願経を講義し、4ヶ月の間に弟子が4人誕生した。
後に、基隆の海会寺で夏安居を3ヶ月行った。
1964年の秋、普明寺に帰り、徳慈、徳昭、徳融、徳恩の4人の弟子と共に近くの地蔵廟の側に小屋を建てて修行した。
その当時の台湾では信者から読経・懺悔が常に求められ、例え真夜中でも例外ではなく、修行する時間が取れなかった。そこで、彼女は「読経しない、法要をしない、弟子を取らない」と決めた。毛糸のセーターや小袋や子供の靴を作って売って生計を立てた。

### 基金会を創設
1966年に、弟子の徳融の父が病気になったので鳳林鎮の病院に見舞いに行き、そこで、血の跡を見た。周りの人に聞くと、豊浜の少数民族の女性が運ばれてきたが、手術の保証金（前払い金）が支払えないため、再び担がれて帰郷したとのこと。
その後、海星中学校の教員をしていた3人のキリスト教の修道女が通りかかり、彼女らと意見交換をした。その中でキリスト教では社会奉仕活動をしているが、仏教ではどうかと問われ、個人の修練に身を置き、団体で活動することが余りない、当時の仏教界の状況を省みた彼女は震撼した。
彼女は信者に竹筒を渡し、毎日買い物代金から5毛銭を喜捨するよう求めた。月に1度にしないのは、日々善行をする心を育てるためである。
この年の3月24日に、正式に「仏教克難慈済功徳会」が誕生した。信者や弟子希望者が多かったので、彼女はやむを得ず弟子を取らないという誓いを放棄した。そして次の2つの規定を定めた。
- 信者は慈済功徳会の会員になること
- 会員は、会の社会奉仕活動に参加すること

設立当初は、普明寺の境内で、手工芸品を手作りしたり、救援物資を配送したりしていたが、狭かった。そこで彼女の母親がお寺に隣接した1甲5分の土地を購入して寄付し、一堂を建立して「静思精舎」と名付けた。
この頃、会員の協力の下、月刊誌「慈済月刊」を刊行し、「慈済委員」（女性会員）「慈誠」（男性会員）制度を始めた。

### 医療支援
上述の先住民族の事件と、修道女の来訪は、彼女の貧者への医療支援活動を志す強い動機となった。
1978年に彼女は狭心症にかかり、人命が呼吸にあることを悟った。
また、基金会に、長期的な支援施設がないこと、台湾の後山地区（東部）に長らく医療機関がないことにも思いを巡らせた。
翌年に、彼女は無料診療所を始めた。これは貧しさと病気は相互に関係し、病気は貧困をもたらすことが理由であった。
慈済会員の月例会議で、総合病院（仏教慈済総合医院）の建設を提案した。しかしながら、経費がとても高いので、初めは支持が得られなかった。
そこで彼女は各地を回って募金し、社会の各階層や自治体の支持を取り付け、林洋港（漢語版）、宋長志（漢語版）、李登輝などの要人の協力も得て、用地を取得した。
1984年4月24日に於花蓮市区原花蓮農工牧場の土地で建設を開始し、1986年8月17日に落成した。
この病院は初めて保証金を廃止し、触発された行政院衛生署は、全国の病院にも廃止を要請した。
実務には、国立台湾大学医学部附属病院の副院長の杜詩綿、復健科主任の曾文賓を招いた。

### 教育・伝道
病院の完成後、ハードはあるがソフト（医療従事者）がないことに気づき、教育事業として看護学校（後の慈済技術学院）、医科大学（後の慈済大学）を設立した。
その後、中華民国国内の救済活動のほか、リサイクルを中心とする環境保護運動、中国大陸での災害の被災者救援活動、国際救援活動に発展した。
1991年の中国大陸の水害では、彼女は現地を見舞い、街頭募金を始めた。中国大陸での救助活動や国際救助については、台湾の様々な立場の人から批判を受けた。
彼女は、基金会の会員には、政治参加を原則として許していない。
彼女は初志を堅持し、次第に基金会は大きな慈善団体に成長した。
『静思語』は彼女の著書ではなく、弟子達への教誡であり、弟子達がまとめた物を出版し、社会にとても良い影響をもたらした。身を修める格言としても引用された。
慈済教師友の会では、更に進めて小学校で静思語を用いた授業を行っている。

## 教え
彼女が基金会を創設してから40年余りが経過し、慈済宗とも言われるようになった。
1人1人の会員に彼女の教えを受け継ぎ、慈済の理念を挙揚させる使命感があり、人心の清浄化に勤め、社会と共に、災難のない世界を、清潔な浄土を作ることを目的としている。
彼女は「私の教えは『法華経』の精神を根本とし、『無量義経』を精神とする」と言う。『無量義経』徳行品の「静寂清澄、志玄虚漠、守之不動、億百千劫」を「静思の法脈」とし、「無量法門、悉現在前、得大智慧、通達諸法」を「慈済の宗門」とする。
印順の教えの「仏教のために」とは智慧であり、「衆生のために」とは大愛である。
修行方法としては、清浄な汚れのない心を保ち、人々の中に入って救済事業を行い、智慧を磨きます。
慈悲の心で人々の求めに応じて福を修め、心に無明を止めて智慧を修め、常に心を清浄に保つ。これらを修行することは成仏に繋がる。

## 受賞歴
- 1986年、全国好人好事代表
- 1989年、呉三連基金会社会ボランティア賞、台湾ーアメリカ財団社会ボランティア賞
- 1991年、マグサイサイ賞社会活動家賞
- 1994年、世界国民外交協会（PTPI）「アイゼンハワー国際平和賞」
- 1995年、行政院文化建設委員会行政院文化賞
- 1998年、代表なき国家民族機構(UNPO) 国際人権賞
- 2000年、ノエル財団人道精神終身成就賞
- 2001年、中華文化復興運動総会第一回総統文化賞太陽賞
- 2003年、景星勲章
- 2004年、カリフォルニア州アジア系アメリカ人連盟人道関懐賞
- 2004年、一日志工協会終身成就志工賞
- 2007年、庭野平和賞

## 著書
- 『静思語』1-5
- 『心の迷いをとる - 『静思語』より - 』（日新報道、1992年）
- 『證厳法師の語る説話』（慈済文化出版社、1999年）
- 『昔を今に』（慈済文化出版社、2000年）
- 『父母恩重難報経』（宗教文化出版社、2004年）